# Перманганат калію
Пермангана́т ка́лію — неорганічна сполука з формулою {\displaystyle {\ce {KMnO4}}}, що складається з іонів калію ({\displaystyle {\ce {K+}}}) та перманганату ({\displaystyle {\ce {MnO4-}}}).
У розчині перманганат-іони мають яскраво-фіолетовий колір, а тверда речовина має вигляд пурпурово-чорних кристалів.
Сполука має сильні властивості окисника, а ступінь окиснення мангану в перманганаті дорівнює +7.
В Україні перманганат калію внесено до переліку прекурсорів, що обмежує його продаж в аптеках.

## Фізичні властивості
Зовнішній вигляд: темно-фіолетові кристали з металевим блиском. Показник заломлення σ 1,59 (при 20 °C). Розчиняється у воді (див. таблицю), рідкому аміаку, ацетоні (2:100), метанолі, піридині.
| Температура, °C           | 10   | 20   | 25   | 30 | 40   | 50   | 65 |
| Розчинність, г/100 г води | 4,22 | 6,36 | 7,63 | 9  | 12,5 | 16,8 | 25 |

| Стандартна ентальпія утворення ΔH | −813,4 кДж/моль  |
| Стандартна енергія Гіббза G       | −713,8 кДж/моль  |
| Стандартна молярна ентропія S     | 171,71 Дж/моль·K |
| Теплоємність Cp                   | 119,2 Дж/моль·K  |

## Отримання
Хімічна або електрохімічне окислення сполук марганцю, диспропорціонування калію. Наприклад:
- {\displaystyle {\ce {2MnO2 + 3Cl2 + 8KOH -> 2KMnO4 + 6KCl + 4H2O}}}
- {\displaystyle {\ce {2K2MnO4 + Cl2 -> 2KMnO4 + 2KCl}}}
- {\displaystyle {\ce {3K2MnO4 + 2H2O -> 2KMnO4 + MnO2 + 4KOH}}}
- {\displaystyle {\ce {2K2MnO4 + 2H2O -> 2KMnO4 + 2KOH + H2 ^}}}

Остання реакція відбувається при електролізі концентрованого розчину манганату калію і є ендотермічною. Вона є основним промисловим способом отримання перманганату калію.

## Хімічні властивості
Є сильним окисником. Залежно від pH розчину, окислює різні речовини, відновлюючись до сполук марганцю різного ступеня окислення: у кислому середовищі — до сполук марганцю (II), в нейтральній — до сполук марганцю (IV), у сильно лужному — до сполук марганцю (VI).
| Окиснена форма | Відновлена форма | Середовище | E0, В |
| -------------- | ---------------- | ---------- | ----- |
| MnO− 4         | MnO2− 4          | OH−        | +0,56 |
| MnO− 4         | H2MnO4           | H+         | +1,22 |
| MnO− 4         | MnO2             | H+         | +1,69 |
| MnO− 4         | MnO2             | OH−        | +0,60 |
| MnO− 4         | Mn2+             | H+         | +1,51 |

Приклади реакцій наведено нижче (на прикладі взаємодії з сульфітом калію):
- В кислому середовищі:
{\displaystyle {\ce {2KMnO4 + 5K2SO3 + 3H2SO4 -> 6K2SO4 + 2MnSO4 + 3H2O}}}

- в нейтральному середовищі:
{\displaystyle {\ce {2KMnO4 + 3K2SO3 + H2O -> 3K2SO4 + 2MnO2 + 2KOH}}}

- в лужному середовищі:
{\displaystyle {\ce {2KMnO4 + K2SO3 + 2KOH -> K2SO4 + 2K2MnO4 + H2O}}}

- в лужному середовищі: на холоді:
{\displaystyle {\ce {KMnO4 + K2SO3 + KOH -> K2SO4 + K3MnO4 + H2O}}}

Однак треба зазначити, що остання реакція (у лужному середовищі) протікає за зазначеною схемою тільки при недоліку відновлення і високої концентрації лугу, який забезпечує уповільнення гідролізу манганату калію.
| Co(NO3)2 K2Cr2O7 | K2CrO4 NiCl2 | CuSO4 KMnO4 |

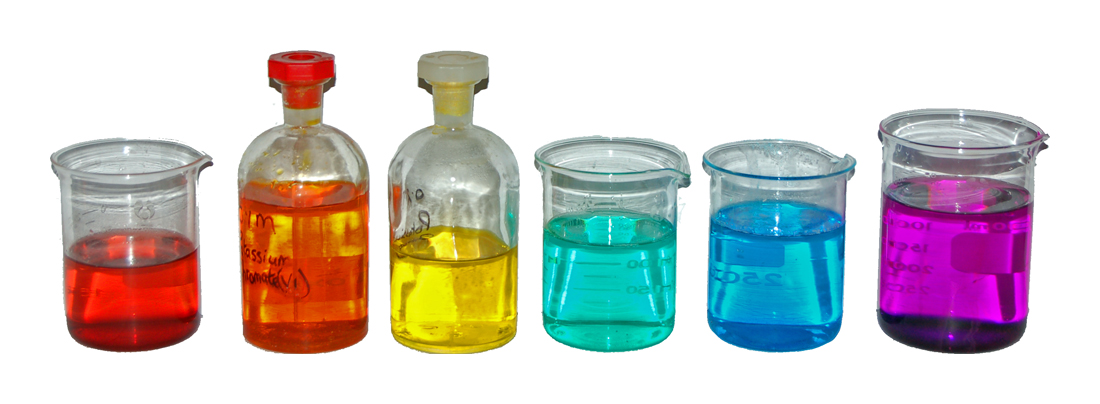
Водні розчини солей:
Co(NO_{3})_{2}
K_{2}Cr_{2}O_{7}
K_{2}CrO_{4}
NiCl_{2}
CuSO_{4}
KMnO_{4}

При зіткненні з концентрованою сірчаною кислотою перманганат калію вибухає, однак при акуратному з'єднанні з холодною кислотою реагує з утворенням нестійкого оксиду марганцю (VII):
{\displaystyle {\ce {2KMnO4 + 2H2SO4 -> 2KHSO4 + Mn2O7 + H2O}}}
При цьому, як проміжний продукт може утворюватися сполука — оксосульфат марганцю {\displaystyle {\ce {MnO3HSO4}}}.
По реакції з фторидом йоду (V) можна отримати аналогічний оксофторид марганцю:
{\displaystyle {\ce {KMnO4 + IF5 -> KF + IOF3 + MnO3F}}}
При нагріванні розкладається з виділенням кисню (цим способом користуються в лабораторії для отримання чистого кисню). Схему реакції спрощено можна подати рівнянням:
{\displaystyle {\ce {2KMnO4 ->[{t}] K2MnO4 + MnO2 + O2 ^}}}
Насправді реакція протікає набагато складніше, наприклад, при не дуже сильному нагріванні її можна приблизно описати рівнянням:
{\displaystyle {\ce {5KMnO4 ->[{t}] K2MnO4 + K3MnO4 + 3MnO2 + 3O2 ^}}}
Реагує з солями двовалентного марганцю, наприклад:
{\displaystyle {\ce {2KMnO4 + 3MnSO4 + 2H2O -> 5MnO2 + K2SO4 + 2H2SO4}}}
Ця реакція в принципі обернена дисмутації:
{\displaystyle {\ce {K2MnO4}}} на {\displaystyle {\ce {MnO2}}} та {\displaystyle {\ce {KMnO4}}}.
Водні розчини перманганату калію термодинамічно нестабільні, але кінетично досить стійкі. Їх збереження різко підвищується при зберіганні в темряві.

## Застосування
Застосування цієї солі найчастіше засноване на високій окиснювальної здатності перманганат-йона, що забезпечує антисептичну дію.

### Медичне застосування
Розбавлені розчини (близько 0,1 %) перманганату калію знайшли найширше застосування в медицині як антисептичний засіб, для полоскання горла, промивання ран, обробки опіків. Як блювотний засіб для прийому всередину при деяких отруєннях використовують розведений розчин.

#### Фармакологічна дія
Антисептичний засіб з групи окисників. При зіткненні з органічними речовинами виділяє атомарний кисень. Утворений при відновленні препарату оксид утворює з білками комплексні сполуки — альбумінати (за рахунок цього калію перманганат в малих концентраціях має в'яжучу, а в концентрованих розчинах — дражливу, припікаючу і дубильну дію). Дезодорує. Ефективний при лікуванні опіків і виразок. Здатність калію перманганату знешкоджувати деякі отрути лежить в основі використання його розчинів для промивання шлунку при отруєннях невідомою отрутою і харчових токсикоінфекціях. При попаданні всередину всмоктується, діючи (призводить до розвитку метгемоглобінемії). Використовується також в гомеопатії.

#### Показання
Змазування виразкових і опікових поверхонь — інфіковані рани, виразки і опіки шкіри. Полоскання порожнини рота та ротоглотки — при інфекційно-запальних захворюваннях слизової оболонки порожнини рота і ротоглотки (у тому числі при ангінах). Для промивання та спринцювання при гінекологічних та урологічних захворюваннях — кольпіти і уретрити. Для промивань — шлунку при отруєннях, викликаних прийомом всередину алкалоїдів (морфін, аконітин, нікотин), синильною кислотою, фосфором, хініном; шкіри — при попаданні на неї аніліну; очей — при ураженні їх отруйними комахами.

#### Протипоказання
Гіперчутливість.

#### Побічні дії
Алергічні реакції, при використанні концентрованих розчинів — опіки і подразнення. Передозування. Симптоми: різкий біль у порожнині рота, по ходу стравоходу, в животі, блювота, діарея; слизова оболонка порожнини рота і глотки — набрякла, темно-коричневого, фіолетового кольору, можливий набряк гортані, розвиток механічної асфіксії, опікового шоку, рухового збудження, судом, явищ паркінсонізму, геморагічного коліту, нефропатії, гепатопатії. При зниженій кислотності шлункового соку можливий розвиток метгемоглобінемії з вираженим ціанозом і задишкою. Смертельна доза для дітей — близько 3 г, для дорослих — 0,3–0,5 г/кг.
Лікування: метиленовий синій (50 мл 1 % розчину), аскорбінова кислота (в/в — 30 мл 5 % розчину), ціанокобаламін — до 1 мг, піридоксин (в/м — 3 мл 5 % розчину).

#### Спосіб застосування та дози
Зовнішньо, у водних розчинах для промивання ран (0,1–0,5 %), для полоскання рота і горла (0,01–0,1 %), для змазування виразкових і опікових поверхонь (2–5 %), для спринцювання (0,02–0,1 %) в гінекологічній і урологічній практиці, а також промивання шлунку при отруєннях.

#### Взаємодія
Хімічно несумісний з деякими органічними речовинами (вугілля, цукор, танін) і з речовинами, які легко окислюються — може статися вибух.

### Інші сфери застосування
- Застосовується для визначення перманганатної окислюваності при оцінці якості води згідно з ГОСТ 2761-84 (ГОСТ 23268.12-78) за методом Кубеля[4][5].
- Лужний розчин перманганату калію добре відмиває лабораторний посуд від жирів і інших органічних речовин.
- Розчини (концентрації приблизно 3 г/л) широко застосовуються для тонування фотографій.
- У піротехніці застосовують як сильний окислювач.
- Застосовують як каталізатор розкладу перекису водню в космічних рідинно-ракетних двигунах.
- Водний розчин перманганату калію використовується для травлення дерева, як морилки.
- Водний розчин застосовується також для виведення татуювань. Результат досягається за допомогою хімічного опіку, при якому відмирають тканини, в яких міститься барвник. Цей метод мало чим відрізняється від простого зрізання шкіри, зазвичай він менш ефективний і неприємніший, оскільки опіки гояться набагато довше. Татуювання не видаляється повністю, на його місці залишаються шрами.
- Перманганат калію або біхромат натрію використовуються як окислювач при отриманні метану, і парафталевих кислот з мета- і пара-ксилолу відповідно.